# Portus Lemanis
Portus Lemanis (en grec antic Καινὸς λιμήν) era un dels principals ports de la província romana de Britànnia. Era situat al país dels cantis (cantii) a la moderna Lymne, al comtat de Kent.
La primera menció del lloc la fa l'Itinerari d'Antoní quan descriu la via que va de Durovernum Cantiacorum al port de Lemanis. Actualment es conserva en quasi tota la seva longitud. El port ja no existeix, cegat per les aportacions del mar. Segons unes inscripcions, va ser un dels llocs d'estacionament de la Classis Britannica, la flota naval estacionada a Britànnia. El nom el recull també la Taula de Peutinger.
El port estava situat al vessant d'un turó i tenia muralles només per tres costats, ja que el quart aprofitava les defenses rocoses naturals. En algun moment se li van afegir dues torres de defensa i en un període tardà, un esllavissament de la muntanya va malmetre una part de les defenses, que ja no es van reconstruir.